# Pirmin Spiegel

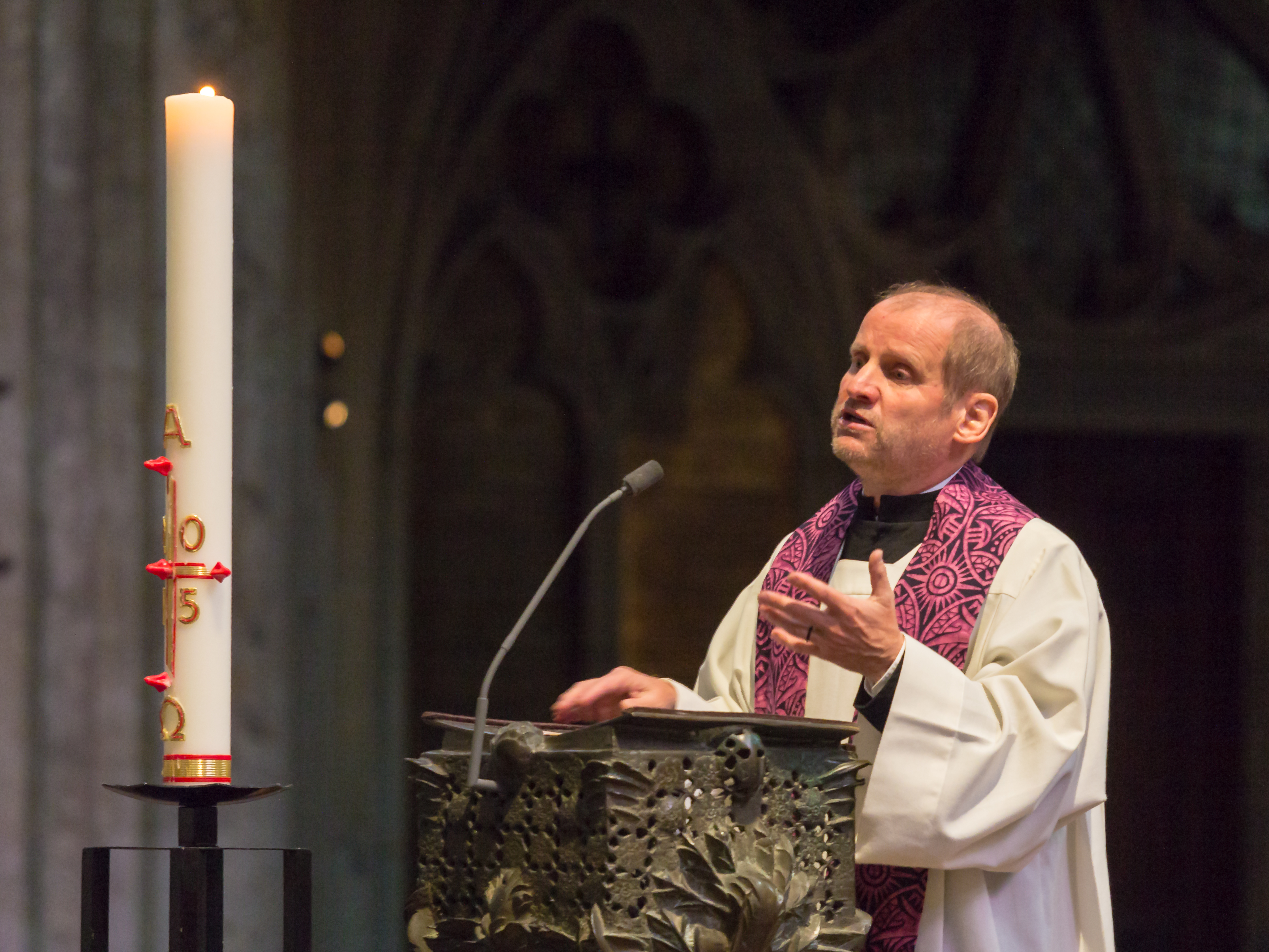
Pirmin Spiegel (2015)

Pirmin Spiegel (* 1957 in Großfischlingen) ist ein deutscher römisch-katholischer Geistlicher. Er war von 2012 bis 2024 Hauptgeschäftsführer und Vorstandsvorsitzender des Bischöflichen Hilfswerkes Misereor.

## Leben
Pirmin Spiegel, der aus einer pfälzischen Winzerfamilie stammt, studierte Philosophie und Katholische Theologie an der Philosophisch-Theologischen Hochschule St. Georgen in Frankfurt/Main und empfing am 7. Juni 1986 die Priesterweihe. Bis 1990 wirkte er als Kaplan und Pfarradministrator in Kaiserslautern und als CAJ-Kaplan des Bistums Speyer.
Danach war Spiegel bis zum Jahr 2000 in Lima Campos im brasilianischen Bundesstaat Maranhão als Pfarrer von drei Pfarreien mit 67 Gemeinden in drei Landkreisen tätig. Bis 2003 war er für die Ausbildung von Laienmissionaren in Maranhão und darüber hinaus freigestellt. Von 2004 bis 2010 arbeitete Spiegel wieder in Deutschland als Pfarrer in der Pfarreiengemeinschaft Blieskastel-Lautzkirchen. Im Sommer 2010 kehrte er noch einmal nach Brasilien zurück, um in verschiedenen Ländern Lateinamerikas in der Ausbildung und Begleitung von Laienmissionaren zu arbeiten.
Seit dem 23. März 2012 war Spiegel Hauptgeschäftsführer und Vorstandsvorsitzender des Bischöflichen Hilfswerkes Misereor. Im Oktober 2019 war er einer der fast 300 Teilnehmer der Amazonassynode im Vatikan. Am 27. Juni 2024 wurde er als Hauptgeschäftsführer von Misereor verabschiedet. Sein Nachfolger ist Andreas Frick.

## Ehrungen
Am 19. Dezember 2012 wurde Spiegel von Papst Benedikt XVI. zum päpstlichen Ehrenkaplan (Monsignore) ernannt.
Am 11. März 2017 wurde er mit dem Hans-Rosenthal-Ehrenpreis ausgezeichnet. Im Rahmen eines Festaktes in Landau hielt Markus Schächter die Laudatio.